# الشركة الفيدرالية لتأمين المحاصيل
الشركة الفيدرالية لتأمين المحاصيل (FCIC) هي شركة حكومية مملوكة بالكامل تديرها وكالة إدارة المخاطر التابعة لوزارة الزراعة بالولايات المتحدة. يدير البرنامج الفيدرالي للتأمين على المحاصيل، والذي يوفر للمزارعين والكيانات الزراعية في الولايات المتحدة حماية من تأمين المحاصيل. 

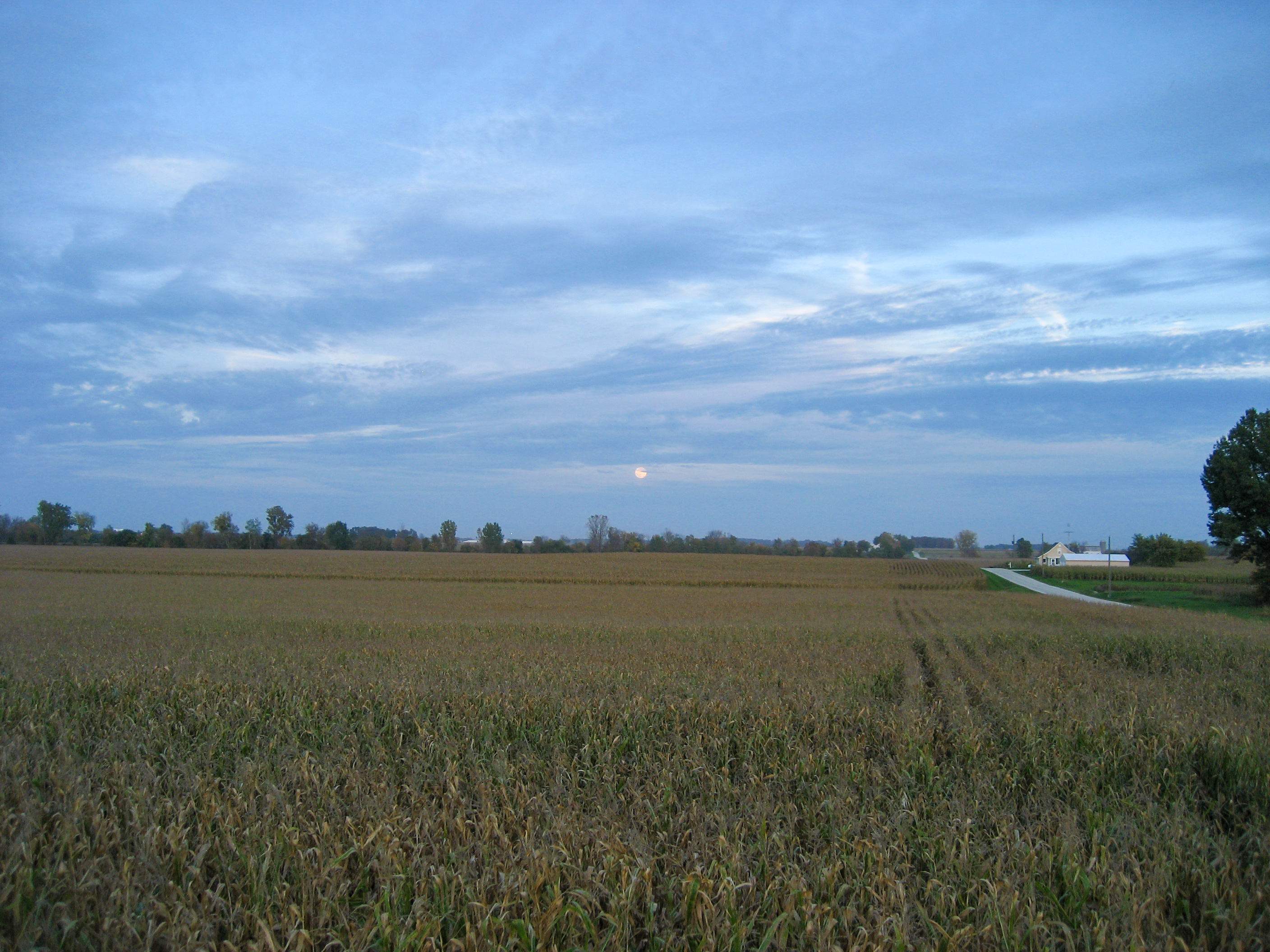
محاصيل الذرة المتاخمة لنهر واباش

## خلفية
خلال ثلاثينيات القرن العشرين، اعتقد المزارعون أنهم كانوا آمنين خلال فترة الكساد الكبير لأنهم استطاعوا توفير الغذاء لأنفسهم. لقد تغير ذلك بسرعة عندما جعل جفاف قصعة الغبار من الصعب على المزارعين إنتاج أي محاصيل خلال هذا الوقت. بسبب عدم تمكنهم من إنتاج هذه المحاصيل الأساسية، كانوا يفتقرون إلى الغذاء اللازم لأنفسهم ولم يتمكنوا من جني الأموال من المحاصيل. من أجل مساعدة أمريكا على التعافي من الكساد العظيم، بدأ الرئيس فرانكلين دي روزفلت الصفقة الجديدة، والتي كانت عبارة عن خطة تم تجميعها من البرامج الفيدرالية، بما في ذلك العديد منها يركز على الزراعة.

## التاريخ
كانت الشركة الفيدرالية لتأمين المحاصيل عبارة عن برنامج تم إنشاؤه لتنفيذ المبادرة الحكومية لتوفير التأمين على منتجات المزارعين، مما يعني أن المزارعين سيحصلون على تعويضات عن المحاصيل، حتى لو لم تكن مستدامة في تلك السنة.
في 26 سبتمبر 1980، تم توسيع البرنامج من خلال القانون العام 96-365.
في البداية، كانت المشاركة في FCIC (و هي أختصار الشركة الفيدرالية لتأمين المحاصيل بالإنجليزية) تطوعية. ومع ذلك، تم دعم أقساط التأمين من قبل حكومة الولايات المتحدة كوسيلة لتشجيع المشاركة في برنامجها. تغير هذا مع القانون الفيدرالي لإصلاح تأمين المحاصيل لعام 1994، والذي طالب المزارعين بالمشاركة في البرنامج حتى يكونوا مؤهلين للحصول على مدفوعات العجز المتعلقة ببرامجها معينة. أثناء المشاركة الإلزامية تم إنشاء تغطية كارثية. «عوّضت التغطية الكارثية المزارعين عن خسائر تجاوزت 50 في المائة من متوسط العائد المدفوع بنسبة 60 في المائة من السعر المحدد للمحصول في تلك السنة.»  تم إلغاء المشاركة الإلزامية في عام 1996، ولكن بالنسبة للمزارعين الذين قبلوا مزايا أخرى، كان إلزاميًا الحصول على تأمين على المحاصيل، أو كانوا يتنازلون عن أهلية الحصول على أي فوائد ناتجة عن الكوارث.
تم تكليف مكتب مستقل صُمم للإشراف على أنشطتها ومراقبتها بموجب القانون الاتحادي لتحسين الزراعة والإصلاح لعام 1996 (PL104-127). أدخل قانون حماية المخاطر الزراعية لعام 2000 (ARPA) تعديلات، ينص على قيام المركز بتقديم مجموعة واسعة من أدوات إدارة المخاطر المتعلقة بالتأمين للمزارعين والكيانات الزراعية. 

### مطالبات مالية
بين عامي 1980 و 2005، سجلت 43.6 مليار دولار في إجمالي المطالبات، وبلغ متوسط خسائرها حوالي 1.7 مليار دولار في السنة. كانت ثلاثة أرباع مطالباتها ناتجة عن ثلاث كوارث متعلقة بالطقس - الجفاف، الرطوبة الزائدة، والبرد - مع تقسيم المطالبات المتبقية إلى 27 سببًا مختلفًا، بما في ذلك الصقيع المدمر للمحاصيل والأعاصير المدمرة.

### توسيع تغطية التكنولوجيا الحيوية
في سبتمبر 2008، وافقت وزارة الزراعة الأمريكية على توسيع برنامج إدارة المخاطر لتشمل المنتجين الزراعيين تشارك في زراعة وحصاد بعض التكنولوجيا الحيوية الذرة البذور المهجنة التي تم تصميمها لتكون مقاومة للضرر من قشريات الجناح الآفات (بما في ذلك العث والخاصة اليرقات) وتلف دودة الذرة تحت الأرض. يجب أن تُظهر بذور الذرة المهجنة للتكنولوجيا الحيوية أيضًا بعض التسامح مع مبيدات الأعشاب. دخلت تغطية الشركة لبذور الذرة المهجنة في مجال التكنولوجيا الحيوية حيز التنفيذ في عام 2009.

## روابط خارجية
- الموقع الرسمي
- شركة تأمين المحاصيل الفيدرالية في السجل الفيدرالي